# فسطاطي (نسيج)
الفسطاطيّ هو مجموعة متنوعة من الأقمشة الثقيلة المنسوجة من القطن، المعدة أساساً للألبسة الرجالية. استخدم هذا القماش في كثير من الأحيان كحشوة.

## التسمية
جاء اسم هذا القماش نسبة لمدينة الفسطاط المصرية بالقرب من القاهرة التي صنعت مثل هذه الأقمشة.

## معرض صور

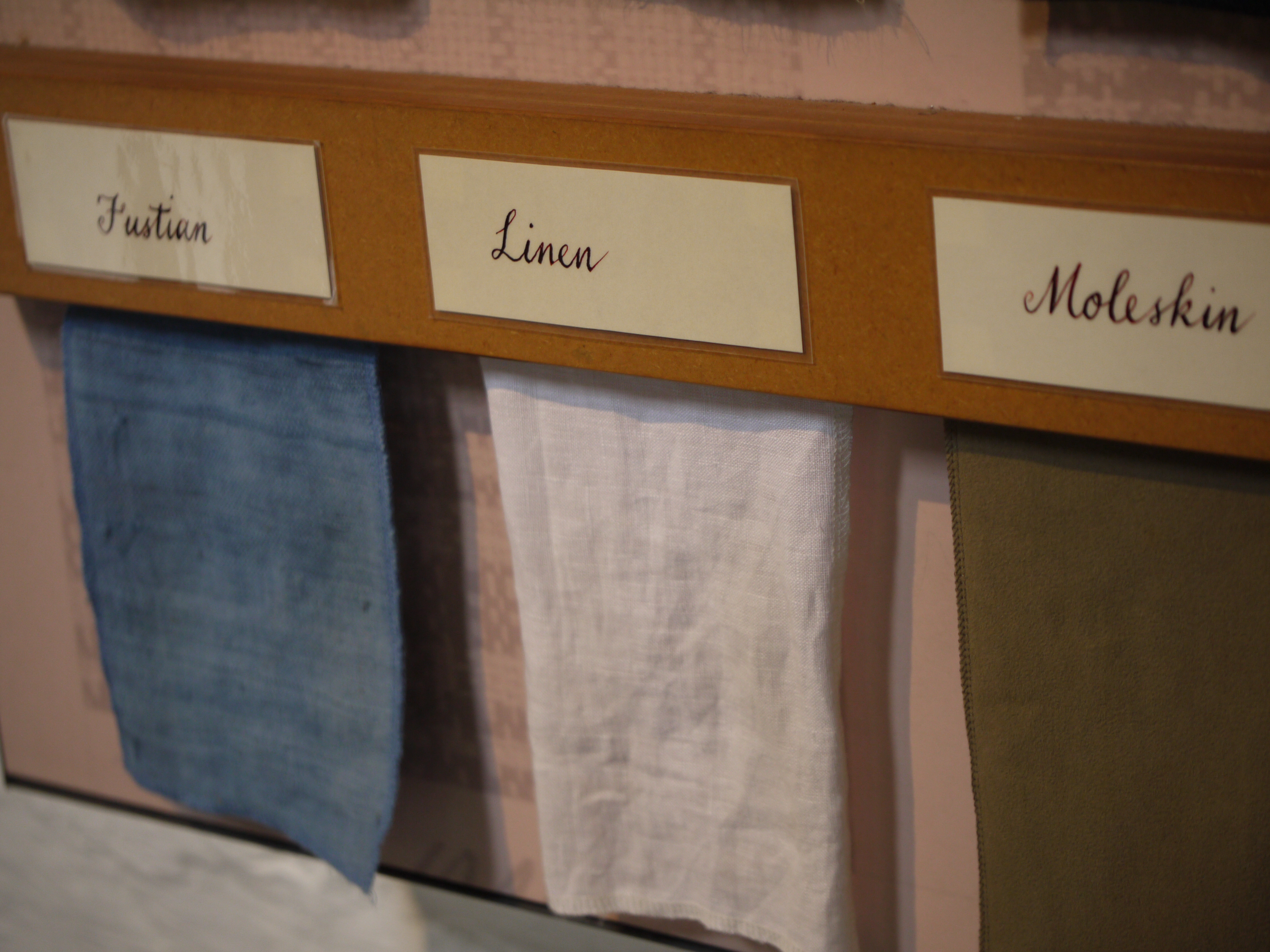
عينات من الأقمشة: الفسطاطي بالأزرق والكتان بالأبيض.